# Refat Ciubarov
Refat Abdurahman Ciubarov (în tătară crimeeană Refat Abdurahman oğlu Çubarov; în ucraineană Рефат Абдурахманович Чубаров; n. 22 septembrie 1957, Samarqand, Republica Sovietică Socialistă Uzbecă, URSS) este un politician tătar și personalitate publică din Crimeea, Ucraina.
Începând cu noiembrie 2013 el servește ca președinte al Mejlisului poporului tătar din Crimeea. Ciubarov a servit în calitate de președinte adjunct al Consiliului Suprem din Crimeea între 1995 - 1998 și ca deputat al poporului din Ucraina în 1998 - 2007. De asemenea, el a servit ca președinte al Congresului Mondial al Tătarilor crimeeni din 2009.